# Giorgio Baffo
Giorgio Baffo (11. srpna 1694, Benátky – 31. července 1768, tamtéž) byl benátský básník a senátor Benátské republiky.

## Život a dílo
Baffo je znám hlavně pro své prostopášné verše psané v benátštině, ale vystupoval také proti úplatkářství, hlavně duchovenstva.
Posmrtné vydání básní:
- Raccolta universale delle opere di Giorgio Baffo, 1789